# Nicolas Roeg
Nicolas Jack "Nic" Roeg CBE, född 15 augusti 1928 i St John's Wood i London, död 23 november 2018 i London, var en brittisk filmregissör och filmfotograf.

## Filmografi (urval)

### Som regissör
- 1970 – Performance
- 1971 – Walkabout - Mannaprovet
- 1973 – Rösten från andra sidan
- 1976 – Mannen utan ansikte
- 1980 – Bad Timing
- 1983 – Eureka
- 1985 – Insignificance
- 1986 – Castaway
- 1987 – Aria
- 1988 – Track 29
- 1990 – Häxor
- 1993 – Mörkrets hjärta
- 1996 – Simson och Delila (TV-serie)

### Som filmfotograf
- 1964 – De blodtörstiga
- 1966 – Fahrenheit 451
- 1966 – En kul grej hände på väg till Forum
- 1967 – Fjärran från vimlets yra
- 1968 – Petulia

### Övrigt kameraarbete
- 1956 – Bhowani – station i Indien
- 1960 – Viddernas vagabond
- 1962 – Lawrence av Arabien
- 1965 – Doktor Zjivago
- 1967 – Casino Royale